# Benedek Áron
Benedek Áron (Kisbacon, 1792. január 14. – Nagyborosnyó, 1879. január 25.) református lelkész, költő.

## Élete
A székelyudvarhelyi főiskolában tanult; 1822–1823 között a nagyenyedi Bethlen-főiskolában tanított a logikai osztályban, 1823-ban Bécsbe ment akadémiára s a Magyar Kurirba dolgozott. 1825 tavaszán hazatérve, Nagyborosnyóra hívták meg papnak. 1838–39-ben a brassói Erdélyi Hírlap mellékletében, a Mulattató-ban jelentek meg bölcseleti munkái és verses oktató meséi.

## Munkái
- A pályáját nemes nagyravágyással futó ifjú. M.-Vásárhely, 1827. (Bartha Antal úrfi felett mondott halotti prédikáció.)
- Eredeti s francziából fordított Epigrammák. Kedveskedő. 27-52. szám, 1824. ápr. 2-jún. 29.